# Mareuil, Dordogne

Mareuil este o comună în departamentul Dordogne din sud-vestul Franței. În 2009 avea o populație de 1.140 de locuitori.

## Evoluția populației
| An        | 1975  | 1982  | 1990  | 1999  | 2006  | 2009  |
| --------- | ----- | ----- | ----- | ----- | ----- | ----- |
| Populație | 1.209 | 1.210 | 1.194 | 1.112 | 1.127 | 1.140 |